# 篠岡古窯跡群

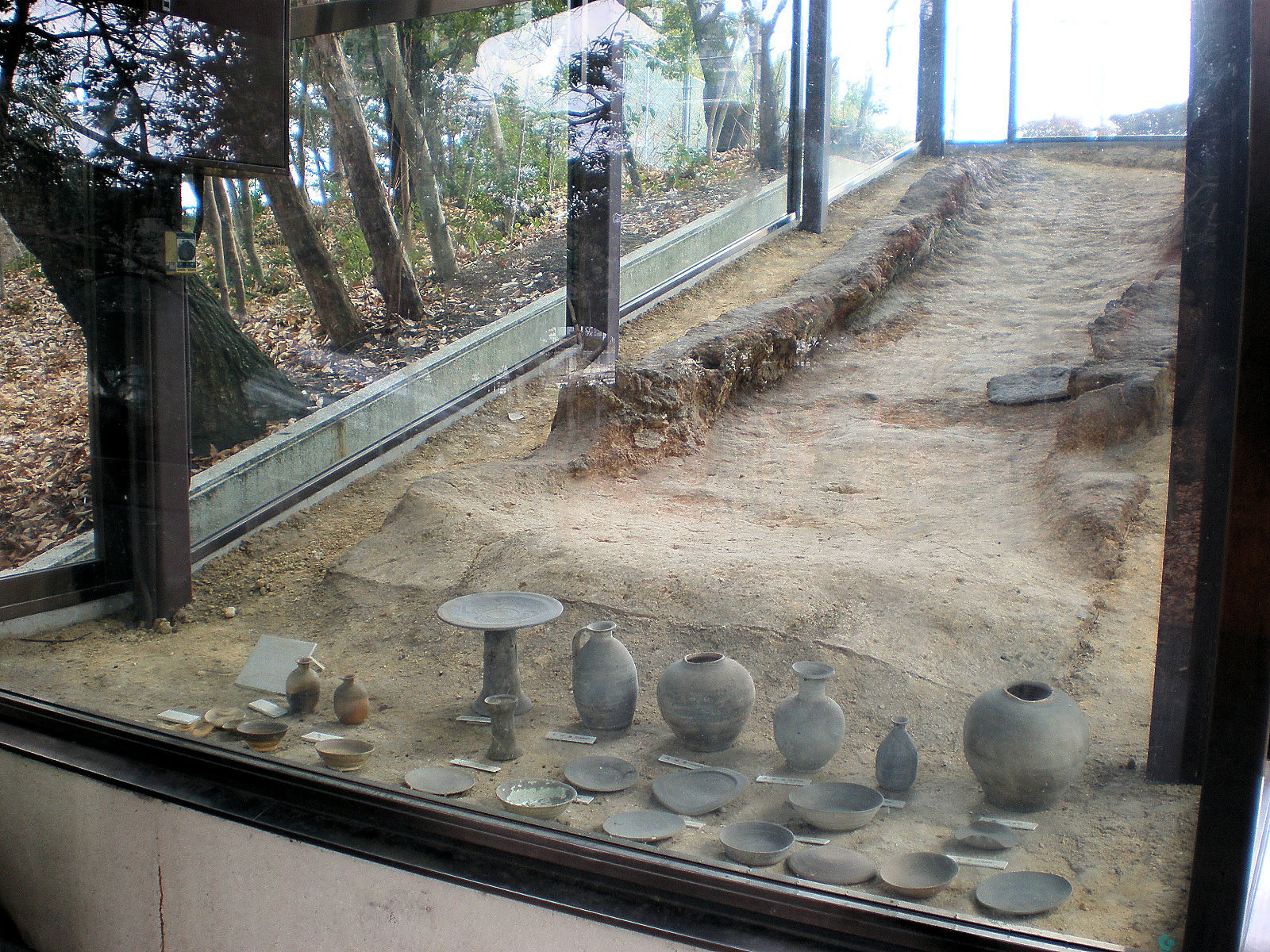
篠岡47号窯跡移設展示施設

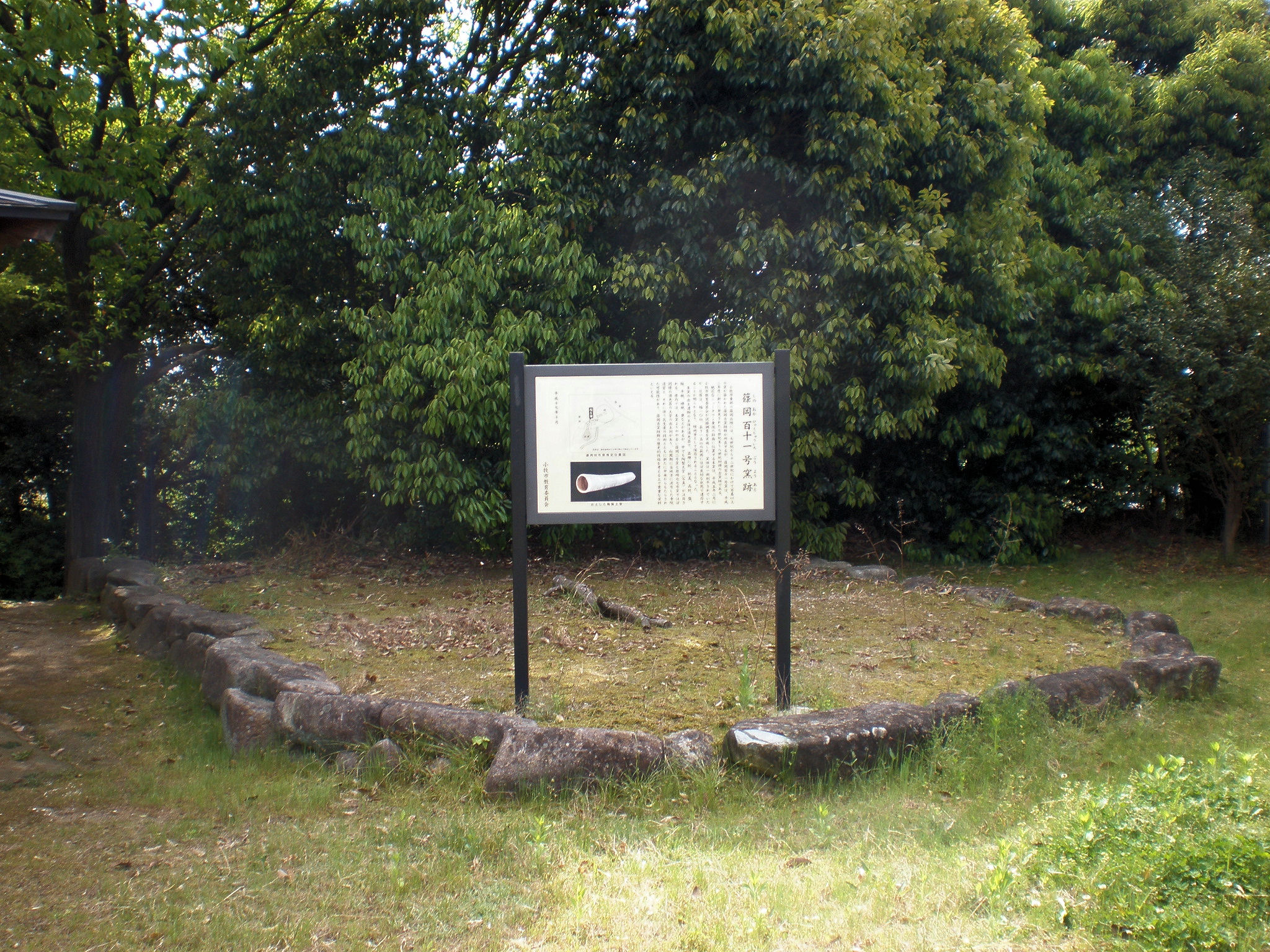
篠岡111号窯跡

篠岡古窯跡群（しのおかこようせきぐん）は、愛知県小牧市にある丘陵地帯（旧・篠岡村）に分布している古窯跡群の総称である。
座標: 北緯35.0度17.0分50.3秒 東経136.0度59.0分18.5秒 / 北緯35.297306度 東経136.988472度

## 概要
学術的な分類としては、尾北古窯跡群に属する。最初に古窯跡が見つかったのは、1973年（昭和48年）5月。愛知県が新興住宅地（現在の桃花台ニュータウン）を整備しようと土地の造成を行なった時である。現在までに117基が見つかっている。そのほとんどが丘陵地の斜面を利用して作られており、古いもので7世紀頃、新しいもので12世紀のものが見つかっている。また7世紀～9世紀にかけておもに須恵器や瓦が、9世紀～11世紀にかけては灰釉陶器や緑釉陶器が、11世紀～12世紀にかけては山茶碗などが生産されていた。
この辺りの陶磁器生産は12世紀頃に衰退。その後生産されなくなっているが、その理由としては「社会構造の変化」や「この辺りで産出される原料となる粘土の不足」などが考えられている。

## 年表
- 7世紀 - 須恵器の生産開始。
- 8世紀 - 須恵器生産の最盛期。
- 8世紀～9世紀 - 一時生産が途絶える。
- 9世紀 - 須恵器の生産再開。
- 9世紀末 - 灰釉陶器の生産開始。
- 10世紀 - 緑釉陶器の生産開始。灰釉陶器生産の最盛期。
- 11世紀末 - 山茶碗の生産へと移行。
- 12世紀 - 衰退。
- 1968年（昭和43年）8月21日 - 愛知県が桃花台ニュータウンの建設計画を発表。
- 1973年（昭和48年）5月 - 用地造成開始。古窯跡群が発見される。

## 施設
篠岡47号窯跡移設展示施設
桃花台ニュータウン中央部にある桃花台中央公園内に整備された展示施設。元々、現在の展示施設がある場所の南西側にあったものをこの地に移設し、展示した。作られた年代は9世紀後半（850年～900年）。しかし10世紀台には、使われなくなっている。他の古窯跡と比べると出土品が多く、中でも灰釉陶器が多数出土した。
篠岡111号窯跡
桃花台ニュータウン南東部の緑地内にある古窯跡。7世紀末～8世紀初頭のものと考えられている。所在地は、小牧市光ヶ丘4丁目にある御嶽神社の横。1990年（平成2年）に発見され、1995年（平成7年）に小牧市教育委員会によって試掘調査が行なわれた。その後掘り起こされた部分は埋められ、現在は周りを石垣で囲われた状態で保存されている。

## 関連書籍
- 『篠岡古窯址群』小牧市教育委員会編（1972年）
- 『桃花台ニュータウン遺跡調査報告』愛知県建築部編（1976年）
- 『桃花台ニュータウン遺跡調査報告2』愛知県建築部編（1979年）
- 『桃花台ニュータウン遺跡調査報告3』愛知県建築部編（1981年）
- 『桃花台ニュータウン遺跡調査報告4』愛知県建築部編（1982年）
- 『桃花台ニュータウン遺跡調査報告5』小牧市教育委員会編（1984年）
- 『桃花台ニュータウン遺跡調査報告6』愛知県建築部編（1984年）
- 『桃花台ニュータウン遺跡調査報告7』愛知県建築部編（1991年）